# 曾景洙
曾景洙，閩縣人，清朝政治人物，歲貢出身。曾景洙於1737年（乾隆2年）奉旨於台灣擔任台灣鳳山縣訓導。負責鳳山縣一帶教育方面的事務。